# Giennadij Andriejew
Giennadij Nikołajewicz Andriejew (ros. Генна́дий Никола́евич Андре́ев, ur. 19 czerwca 1936, zm. 25 lutego 1986) – radziecki polityk i dyplomata.

## Życiorys
Od 1960 był członkiem KPZR, w 1962 ukończył Uralski Instytut Politechniczny, w latach 1962–1963 był kierownikiem zmiany Kujbyszewskiego Zakładu Chemicznego, a 1965–1967 II sekretarzem i I sekretarzem Komitetu Miejskiego KPZR w Togliatti. W 1971 ukończył Wyższą Szkołę Polityczną przy KC Komunistycznej Partii Czechosłowacji, został kandydatem nauk ekonomicznych, w latach 1971–1979 był instruktorem i kierownikiem sektora Wydziału Pracy Organizacyjno-Partyjnej KC KPZR. Od 1979 do marca 1985 II sekretarz KC Komunistycznej Partii Armenii, od 29 marca 1985 do 25 lutego 1986 ambasador nadzwyczajny i pełnomocny ZSRR w Etiopii. Od 1981 do końca życia zastępca członka KC KPZR. Deputowany do Rady Najwyższej ZSRR 11 kadencji. Odznaczony Orderem Czerwonego Sztandaru Pracy i dwoma Orderami „Znak Honoru”.